# Askham, Cumbria
Askham är en by (village) och en civil parish i Cumbria i nordvästra England. Orten har 360 invånare (2001). Den har en kyrka.